# Where Is My Heart?
Where is My Heart? es un videojuego de plataformas desarrollado por los estudios daneses Schulenburg Software y Die Gute Fabrik. Fue lanzado como un PlayStation mini en PlayStation Network en Norteamérica el 8 de noviembre de 2011 y en Europa el 16 de noviembre de 2011.
El 2 de marzo de 2012, Die Gute Fabrik anunció sus planes para lanzar el juego para Windows, macOS y Linux en primavera de 2012, una fecha que fue atrasada hasta el 29 de mayo de 2014 con la versión de Linux «aún en camino...».

## Historia
Where is My Heart? cuenta la historia de una familia de tres monstruos que se encuentran perdidos en el bosque tras aventurarse a encontrar su hogar (un árbol) luego de que se fuese flotando misteriosamente. A lo largo del juego habrá elementos de conflicto familiar y trabajo en equipo.

## Jugabilidad
El juego comienza de la misma forma que cualquier plataformero, pero, al poco tiempo, la imagen se parte en pedazos de distintos tamaños, a menudo desordenados. El jugador deberá navegar por el nivel entendiendo en qué pedazo de la imagen aparecerá, recolectando corazones o descifrando otros puzles que aparezcan en el nivel. El jugador es capaz de alternar entre los tres monstruos a voluntad, cada uno de ellos teniendo una habilidad especial que podrá ayudar a superar el nivel.

## Desarrollo
La idea del juego se inspiró en las memorias del diseñador de Die Gute Fabrik, Bernhard Schulenburg, cuando se perdía en los bosques cuando era niño mientras iba de excursión con sus padres. El juego también es un homenaje de los años 80 y 90, y su historia y dirección artística se inspiraron en «cuentos de hadas alemanes, las criaturas míticas de Europa central y la estética de los pictogramas japoneses».

## Recepción
La versión de PSP recibió reseñas «favorables», mientras que la versión de PC recibió reseñas por encima de la media, de acuerdo con el sitio web agregador de reseñas Metacritic.
El analista de GameZone David Sanchez aplaudió a la jugabilidad y la dirección artística, proclamando a la versión de PSP «... una experiencia maravillosa que es tanto una obra de arte como un homenaje apropiado al diseño de juegos clásico... uno de los formatos de jugabilidad más ingeniosos vistos en un plataformero en mucho tiempo». Brendon Keogh de Edge elogió al ingenio en la mecánica de los pedazos separados, diciendo que «un desarrollador mucho menos habilidoso podría fácilmente abusar de una mecánica así de novedosa, pero el diseño medido y cuidadoso de Where is my Heart? se asegura de que el juego dure lo suficiente para sacar el mayor provecho a su mecánica sin sucumbir al relleno». Christian Donlan de Eurogamer también elogió el diseño como «... un concepto tan ingenioso, me sorprende que no lo haya visto antes».
Por el contrario, la misma versión de PSP le resultó interesante pero algo repetitiva a David Wolinsky de The A.V. Club, diciendo «Un poco monótono. Es increíblemente interesante, pero aun así, no hay mucha variación a medida que progresas por los 26 niveles». La principal queja de Ryan Clements de IGN fue que la duración del juego simplemente fue demasiado corta, recomendando la misma versión de PSP con una advertencia: «Juéguenlo si quieren algo un poco diferente, incluso si la experiencia no dura más que unas pocas horas».